# Saint-Branchs
Saint-Branchs ist eine französische Gemeinde mit 2.632 Einwohnern (Stand: 1. Januar 2022) im Département Indre-et-Loire in der Region Centre-Val de Loire. Sie gehört zum Arrondissement Tours und zum Kanton Monts. Die Einwohner werden Saint-Branchois genannt.

## Geographie
Die Gemeinde Saint-Branchs liegt am gleichnamigen Flüsschen Saint-Branchs, 22 Kilometer südsüdöstlich der Innenstadt von Tours. Im Westen begrenzt der Bourdin die Gemeinde, im Osten verläuft der Échandon. Alle sind Nebenflüsse der Indre.
Umgeben wird Saint-Branchs von den Nachbargemeinden Veigné im Nordwesten und Norden, Esvres im Norden und Nordosten, Cormery im Nordosten, Tauxigny-Saint-Bauld im Osten, Louans im Süden, Sainte-Catherine-de-Fierbois im Südwesten sowie Sorigny im Westen.

## Bevölkerungsentwicklung
| Jahr                       | 1962 | 1968 | 1975 | 1982 | 1990 | 1999 | 2006 | 2013 | 2021 |
| Einwohner                  | 1361 | 1621 | 1548 | 1707 | 2103 | 2211 | 2324 | 2588 | 2625 |
| Quellen: Cassini und INSEE |      |      |      |      |      |      |      |      |      |

## Sehenswürdigkeiten
- Kirche Saint-Bénigne aus dem 12. Jahrhundert
- Kapelle Beauchêne von 1862